# Cavità palleale
La cavità palleale è uno spazio interno  dei molluschi che si trova tra il pallio e la conchiglia (in particolare intorno alla zona in cui essi sono direttamente a contatto).
Questa cavità può essere aperta verso l'esterno come nel caso dei bivalvi sommersi.
In questa cavità si riversano le urine, i gameti e hanno posto gli organi addetti alla respirazione. 

## Gasteropodi acquatici
La circolazione d'acqua permette di apportare ossigeno per la respirazione e di far fuoriuscire urine e gameti. L'acqua viene messa in movimento all'interno della cavità palleale da cellule ciliate nei bivalvi o da movimenti muscolari nei cefalopodi.

## Gasteropodi terrestri
In alcuni gasteropodi terrestri (gasteropodi polmonati come le chiocciole), la cavità palleale è invece a contatto con l'esterno attraverso uno stretto orifizio detto pneumostoma che permette di evitare la disidratazione dell'animale. In questi casi la cavità assolve le funzioni di un polmone con una superficie molto vascolarizzata dove avviene l'ematosi e muscoli molto forti che permettono la ventilazione.